# Starý Kolín (przystanek kolejowy)
Starý Kolín – przystanek kolejowy w miejscowości Starý Kolín, w kraju środkowoczeskim, w Czechach. Znajduje się na wysokości 200 m n.p.m.
Jest zarządzany przez Správę železnic. Na przystanku istnieje możliwości zakupu biletu.

## Linie kolejowe
- 010 Kolín - Česká Třebová